# Gefecht bei den Bagni di Craveggia

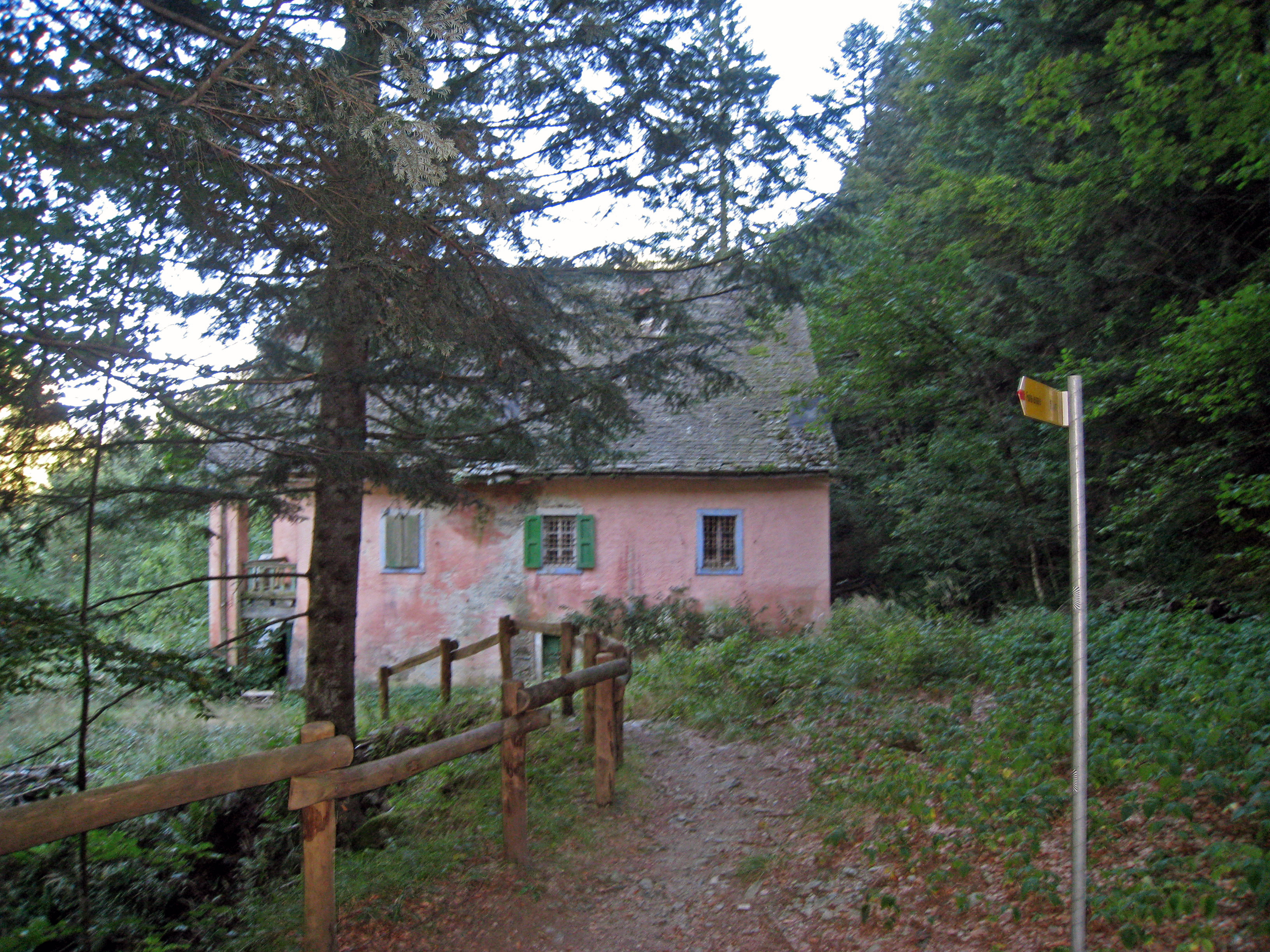
Italienische Zollkaserne

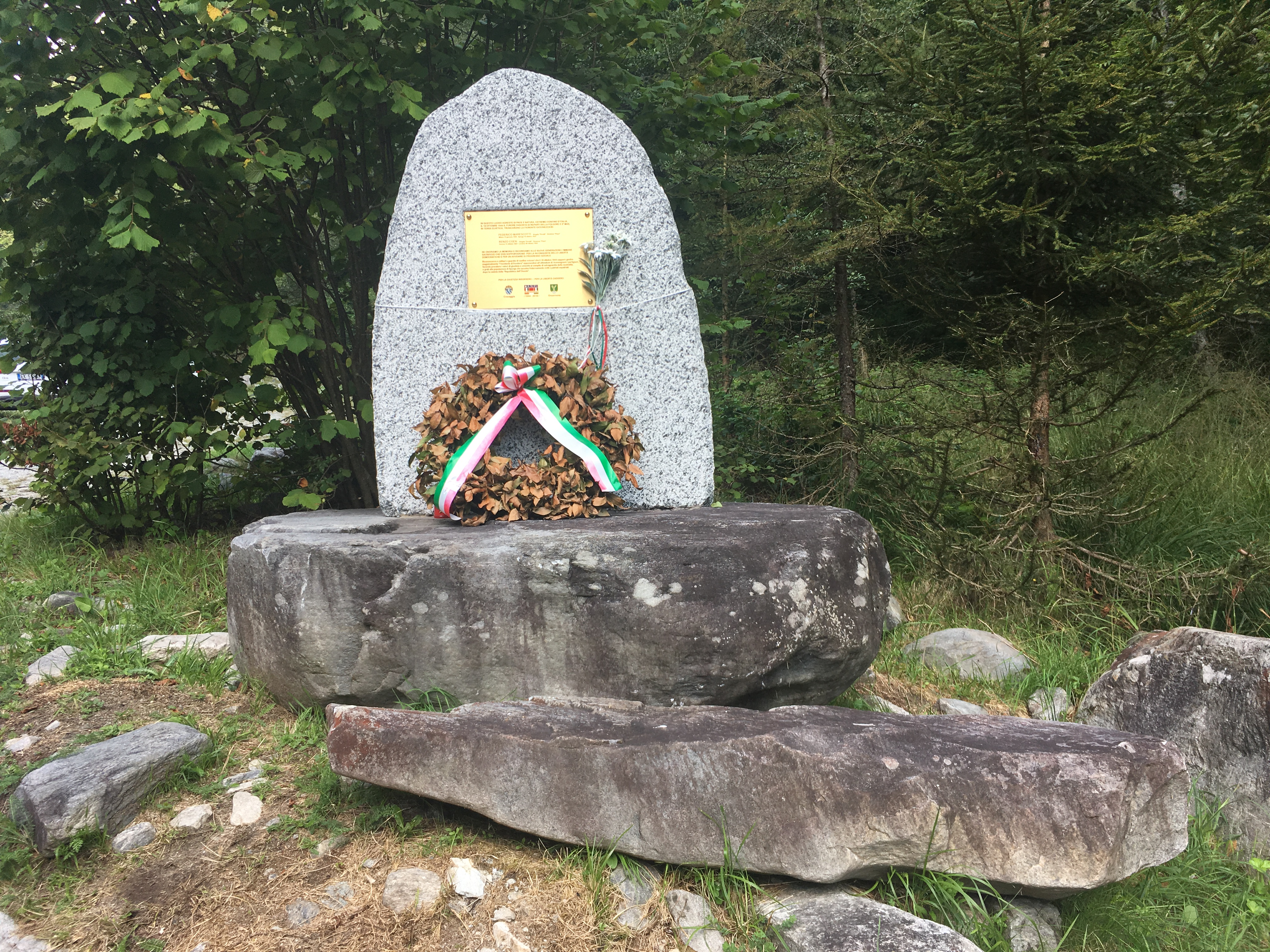
Denkmal von 2018

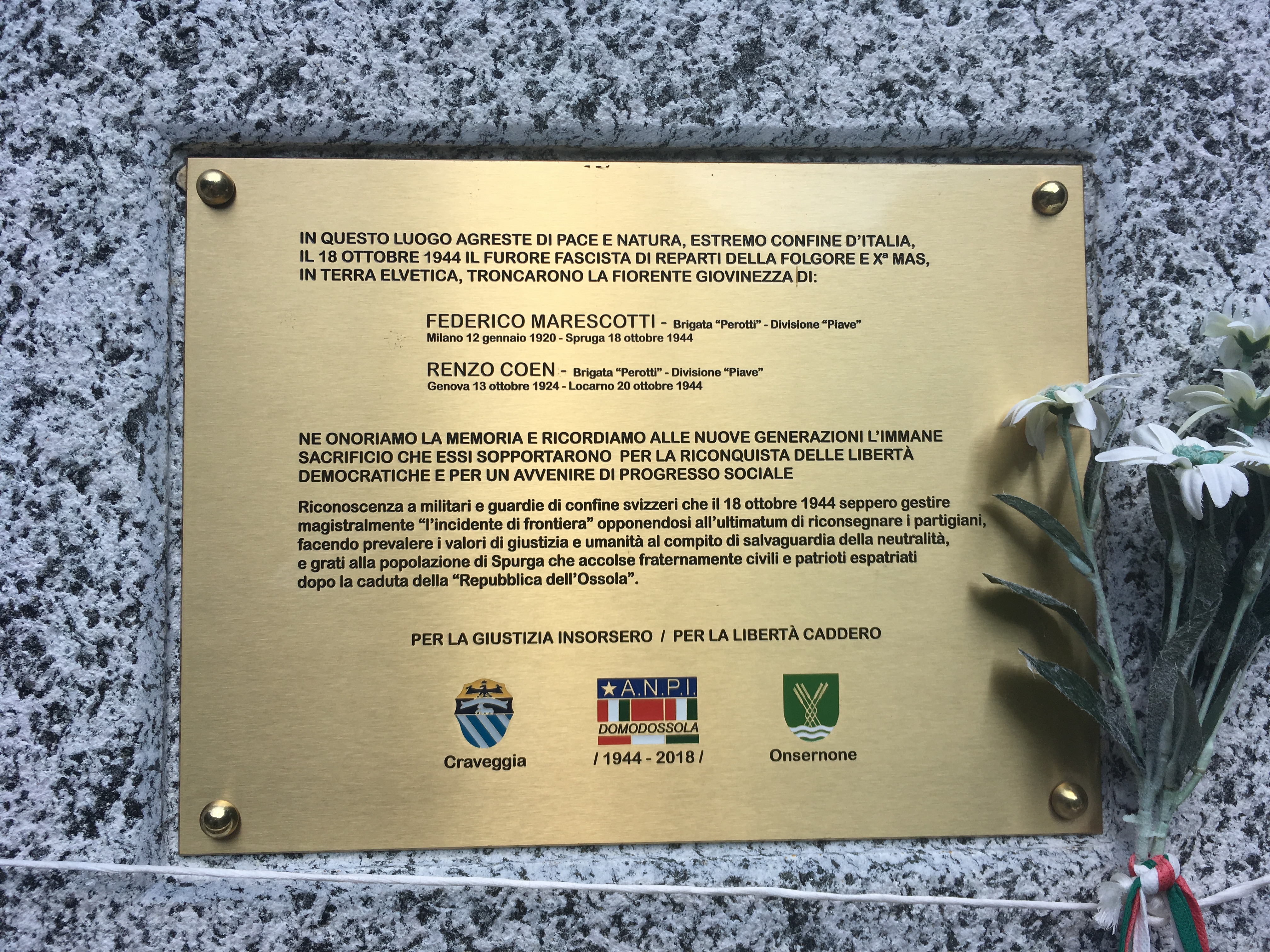
Inschrift

Das Gefecht bei den Bagni di Craveggia (italienisch battaglia dei Bagni di Craveggia) war ein Grenzzwischenfall zwischen dem faschistischen Italien und der Schweizer Armee im Zweiten Weltkrieg. Es fand am 18. Oktober 1944 im Gebiet der Thermalquelle der Bagni di Craveggia an der italienisch-schweizerischen Grenze im Onsernonetal statt. Bei dem Gefecht retteten sich rund 250 italienische Partisanen unter dem Beschuss faschistischer Truppen in die Schweiz.

## Ausgangslage
Nachdem am 10. September 1944 die Partisanenrepublik Ossola als befreite Zone ausgerufen worden war, eroberten die dort zunächst vertriebenen deutschen Besatzer und Einheiten der Italienischen Sozialrepublik (ital. Repubblica Sociale Italiana oder kurz nur RSI) das Gebiet ab dem 9. Oktober 1944 sukzessive zurück.  
Bereits in der Nacht vom 11. auf den 12. Oktober 1944 war die motorisierte Mitrailleurkompanie 9 der Schweizer Armee in Zugstärke in das Dorf Vergeletto und mit dem Gros der Kompanie nach Spruga an die Grenze zur RSI verlegt worden.
Am 13. Oktober 1944 erreichten die Reste der flüchtenden Partisanenbrigade Perotti mit ihrem Kommandanten Filippo Frasati, begleitet von zivilen Flüchtlingen, die Schweizer Grenze bei Spruga und ersuchten um Internierung in der Schweiz. Diese wurde den kampffähigen  Partisanen verweigert, da die Schweizer Vorschriften die Internierung von Kombattanten nur im Falle unmittelbarer Todesgefahr erlaubten. Mit den Partisanen wurde jedoch ein Grenzübertritt für den Fall abgesprochen, dass sie von ihren Verfolgern angegriffen werden.
Vom 13. bis 16. Oktober gelangten zunächst die 251 Zivilisten und verletzten Partisanen über Spruga in die Schweiz.

## Gefechtsverlauf
Der Angriff erfolgte am 18. Oktober 1944, als rund 200 italienische Soldaten, unterstützt von einigen deutschen Soldaten, das Feuer auf die Partisanen eröffneten. Die Partisanen flohen absprachegemäss in die Schweiz, und einer ihrer Offiziere, Federico Marescotti, verstarb dabei auf Schweizer Boden an einer Schussverletzung. 
Der faschistische Kommandant verlangte ultimativ die Auslieferung der Partisanen und drohte mit einem Angriff auf die nahe Schweizer Ortschaft Spruga. Das Schweizer Militär lehnte die Forderung ab. Daraufhin verliessen die faschistischen Truppen das Grenzgebiet am Folgetag.

## Folgen
Die Partisanen wurden, wie üblich, interniert. Bei deren Identitätsüberprüfung wurde sodann festgestellt, dass sich darunter zahlreiche bereits früher internierte Italiener befanden, die aus dieser früheren Schweizer Internierung geflüchtet waren und sich erneut an Kampfhandlungen in Italien beteiligten.
Ein am 3. August 2018 von den Gemeinden Craveggia und Onsernone eingeweihter Gedenkstein (ital. «cippo») erinnert an das Gefecht. Dies tun auch drei Stolpersteine, die am 12. August 2025 vor Ort angebracht wurden. Sie ehren die Partisanen Federico Marescotti und Renzo Coen, die im Gefecht oder kurz danach verstarben, und Adriano Bianchi, der mit schweren Verletzungen überlebte.